# Portal Tomb von Birrinagh

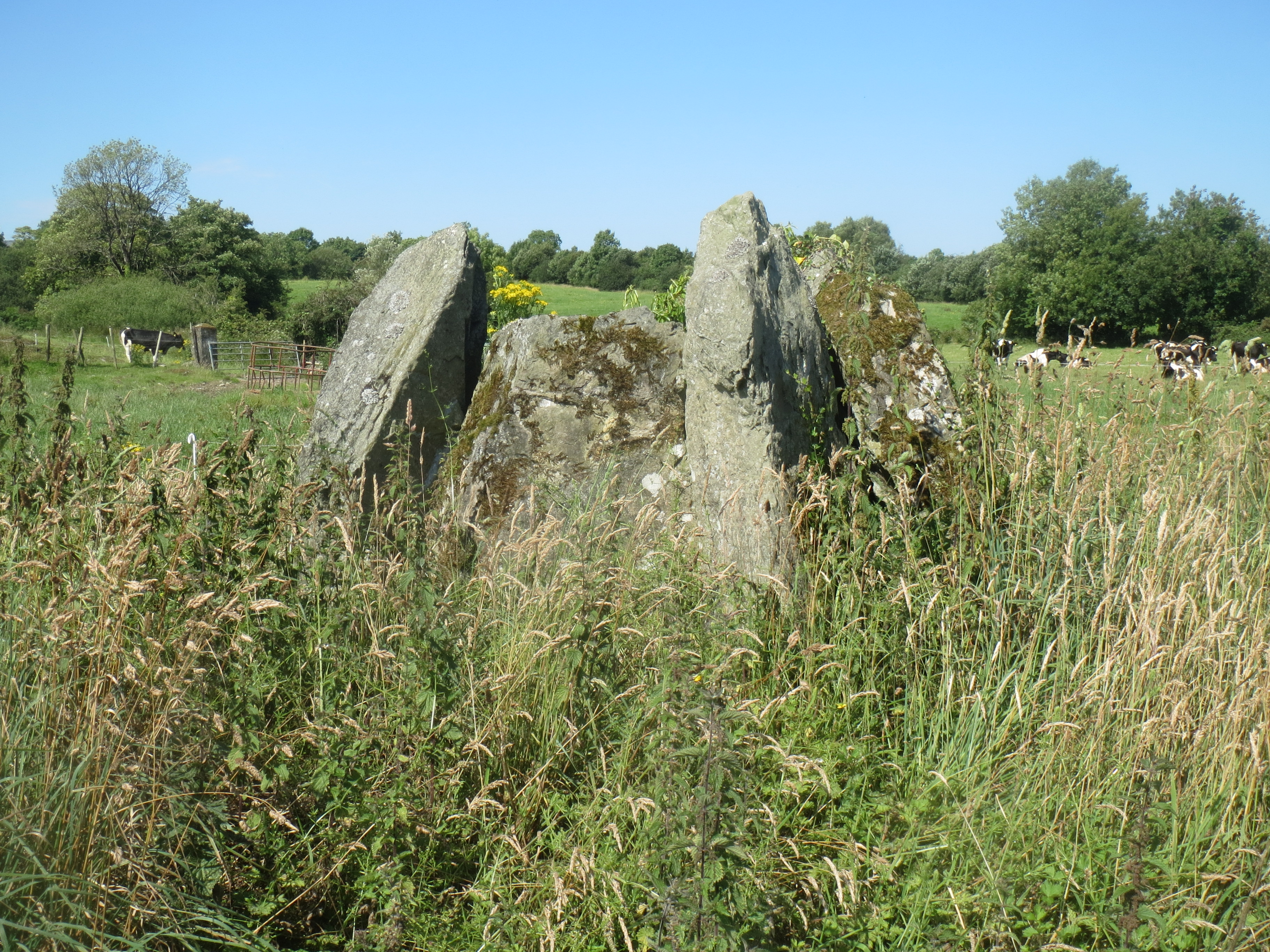
Portal Tomb von Birrinagh

Das Portal Tomb von Birrinagh befindet sich im gleichnamigen Townland (irisch Biorainneach) auf einer Weide, etwa 90,0 m südöstlich eines kleinen Flusses, der in den Lough Gowna (Loch Gamhna, dt. „Kalbssee“) mündet. Es liegt etwa 1,5 km südöstlich von Moyne im Norden des County Longford in Irland.
Als Portal Tombs werden Megalithanlagen in Irland und Großbritannien bezeichnet, bei denen zwei gleich hohe, aufrecht stehende Steine mit einem Türstein dazwischen, die Vorderseite einer Kammer bilden, die mit einem zum Teil gewaltigen Deckstein bedeckt ist. Sie wurden zwischen 4000 und 2500 v. Chr. in der Jungsteinzeit errichtet.
Das kleine Portal Tomb ist etwa 1,5 m lang und besteht aus zwei Portalsteinen von etwa 1,8 m Höhe, zwischen denen ein 1,5 m hoher Türstein steht. Ein 1,3 m hoher Stein im Westen lehnt gegen den nördlichen Portalstein. Der Stein ist kein Endstein, sondern der etwa 2,0 m lange, 1,55 m breite und 0,4 bis 0,2 m dicke in den 1960er Jahren verlagerte Deckstein. Die Seitensteine wurden nach lokalen Informationen zur selben Zeit entfernt.